# Mark Lewisohn
Pour les articles homonymes, voir Lewisohn.
Mark Lewisohn (né à Kingsbury, Londres, Royaume-Uni en 1958) est un écrivain et historien de la musique britannique considéré comme le plus grand spécialiste mondial des Beatles.
Au cours de sa carrière, Mark Lewisohn a travaillé pour EMI, MPL Communications (la holding de Paul McCartney) et Apple Corps, et a écrit plusieurs ouvrages de référence sur les Beatles, tout en apportant sa contribution aux projets et publications du groupe dans les années 1990 et 2000.

## Ouvrages sur les Beatles
Mark Lewisohn est notamment connu pour avoir identifié la date de la première rencontre entre John Lennon et Paul McCartney, le 6 juillet 1957 lors d'une fête paroissiale à Woolton (Liverpool).
En 1986, il publie The Beatles Live, qui détaille toutes les performances publiques du groupe dans un format chronologique qu’il utilisera dans ses ouvrages suivants.
Il est ensuite mandaté par EMI pour écouter aux studios Abbey Road la totalité des archives sonores du groupe, soit tous leurs enregistrements de 1962 à 1969, chanson par chanson et prise par prise, ce qui débouche en 1987 sur l'ouvrage The Complete Beatles Recording Sessions: The Official Story of the Abbey Road Years qui s’ouvre sur une longue interview de Paul McCartney. Le livre se présente sous la forme d’un journal de bord, agrémenté de nombreuses photos, détaillant jour après jour chaque session d’enregistrement des Beatles. On y apprend par exemple qui a joué sur chaque piste, le nombre de prises et d’overdubs, et des informations sur chaque session à l’aide notamment de témoignages des ingénieurs du son et du personnel technique des studios qui s'appelaient encore « studios EMI » dans les années 1960. Le texte de la réédition de 1987 du disque Sgt. Pepper's Lonely Hearts Club Band est tiré de cet ouvrage y compris ceux des trois volumes Anthology. Les inédits de cette collection d'archives publiée dans les années 1990 ou encore, l'apparition sur internet de la 20e prise du titre Revolution en février 2009, permettront d'entendre une (petite) partie de ce que Lewisohn avait décrit dans ce livre.
Son ouvrage suivant, The Beatles: 25 Years In The Life, est publié en 1988 et présente les activités de chaque membre du groupe, jour après jour, entre 1962 et 1987. Ce livre sera republié en 1990 sous le titre The Beatles Day by Day.
The Complete Beatles Chronicle sort en 1992 et va encore plus loin, embrassant toute la carrière des Beatles en studio, sur scène, à la radio, à la télévision, au cinéma et en vidéo.
En 1994, Mark Lewisohn publie The Beatles London, coécrit avec Piet Schreuders et Adam Smith. Il s’agit d’un guide de tous les endroits fréquentés par les Beatles à Londres, dont notamment Abbey Road et le London Palladium, comprenant des cartes et des photos du groupe aux endroits mentionnés. Une nouvelle version de ce livre a été publiée début 2008.

## Autres collaborations
Tout en écrivant ses propres livres, Mark Lewisohn préface des ouvrages comme Recording The Beatles de Brian Kehew and Kevin Ryan, Beatles Gear par Andy Babiuk et, en allemand, Komm, Gib Mir Deine Hand de Thorsten Knublauch and Axel Korinth. Il contribue également au livre In My Life: Lennon Remembered qui accompagne la série en dix épisodes de la BBC sur John Lennon et au Wingspan de Paul McCartney, après avoir longtemps travaillé comme rédacteur en chef du fanzine de Paul, Club Sandwich.
Lewisohn sera invité par l’ancien bassiste des Beatles à écrire les notes sur les livrets de plusieurs de ses albums : Flaming Pie, Band on the Run: 25th Anniversary Edition et Wingspan: Hits and History. Il écrit également les notes du livret de l’album 1 des Beatles en 2000, et de la réédition en coffret CD des versions américaines de leurs albums, The Capitol Albums, volumes 1 et 2. Il a également été impliqué dans le projet Anthology, effectuant des recherches pour la série vidéo et détaillant les enregistrements sur les livrets de chacun des trois CD publiés dans les années 1990.

## La trilogieAll These Years
En 2005, Mark Lewisohn annonce qu’il démarrait une biographie des Beatles en trois volumes. Cette trilogie, intitulée The Beatles: All These Years, devait être achevée en 2018. Le projet a pris du retard et le premier volume, Tune In, a été publié le 10 octobre 2013 . Ce premier tome commence avec l'historique familial de chacun des membres du groupe débutant au milieu du XIXe siècle pour se terminer le 31 décembre 1962 juste après les premiers enregistrements du groupe chez EMI. Le deuxième tome (provisoirement intitulé Turn On) couvrira les années 1963 à 1966 ou 1967 et le dernier s'intitulera probablement Drop Out. Le titre reprendrait le slogan de Timothy Leary, Turn on, tune in, drop out.
« L’histoire des Beatles a été racontée à de nombreuses reprises, mais rarement bien à mon avis. J’écris une histoire de grande envergure et mon vrai but est d’explorer et de comprendre ce qui s’est passé pour et autour des Beatles, et de l’écrire impartialement, sans peur, sans favoritisme, sans biais ou ordre du jour. Un groupe de rock’n’roll est sorti de Liverpool, il a transformé (shaped) la seconde moitié du XXe siècle au niveau planétaire, et sa musique transcende les époques. La totalité de cette histoire extraordinaire se doit d’être entièrement consignée et cela doit être fait maintenant, tant que les témoins de première main sont encore avec nous », a-t-il expliqué.
Outre la version de 944 pages, une autre version comprenant la recherche intégrale de Lewisohn intitulée The Beatles: All These Years, Volume 1 – Tune In - Extended Special Edition a été publiée en Angleterre. Cette édition en deux volumes comprend 1728 pages dans laquelle on retrouve beaucoup plus de détails et plusieurs autres photos inédites.